# Buena Vista (Boliwia)
Buena Vista – miasto w Boliwii, w departamencie Santa Cruz, w prowincji Ichilo.